# Ferdinandusa panamensis
Ferdinandusa panamensis är en måreväxtart som beskrevs av Paul Carpenter Standley och Louis Otho Otto Williams. Ferdinandusa panamensis ingår i släktet Ferdinandusa och familjen måreväxter. Inga underarter finns listade i Catalogue of Life.